# Den internationella rösträttskongressen i Stockholm (1911)

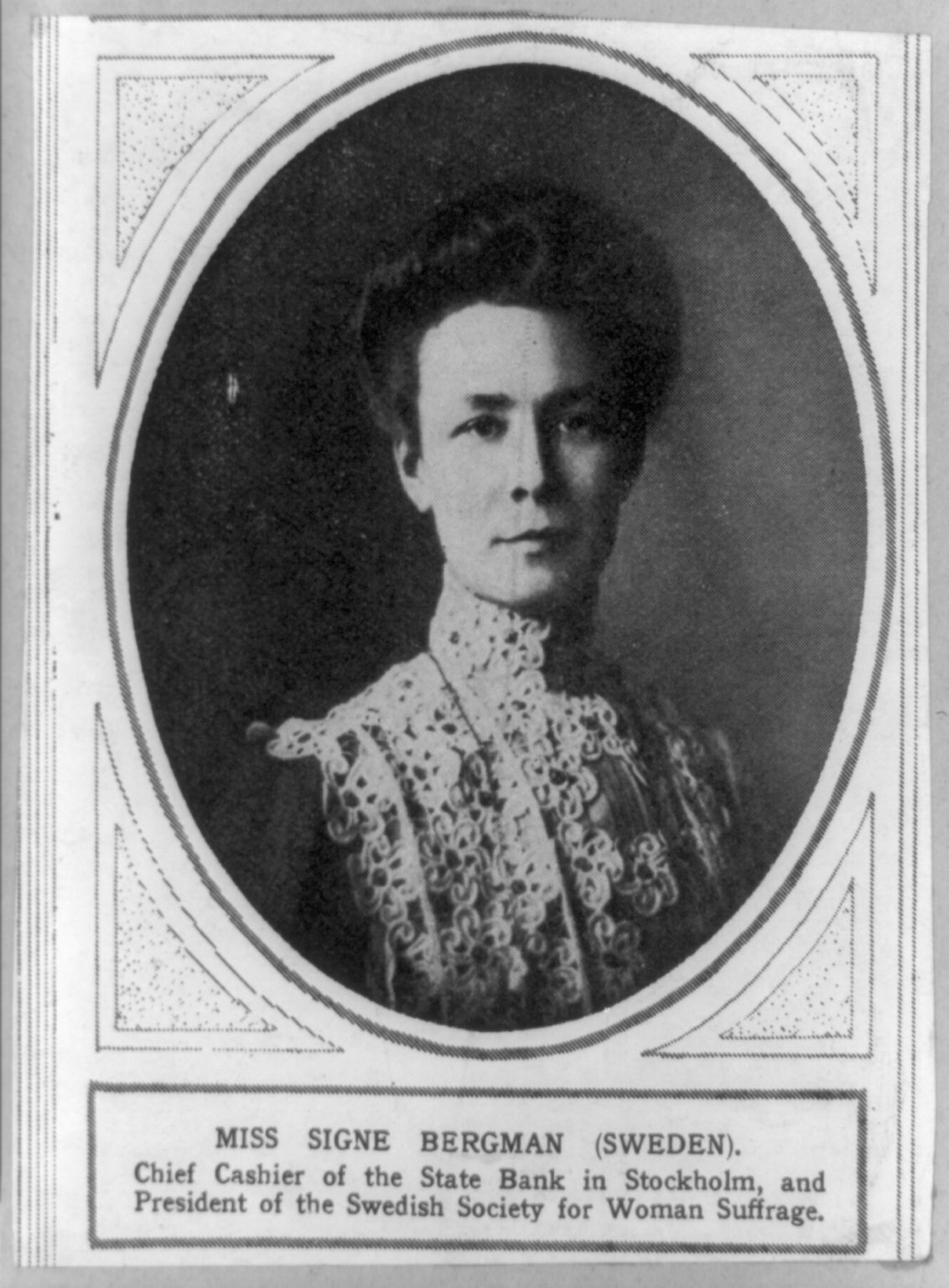
Signe Bergman, kongressens organisatör.

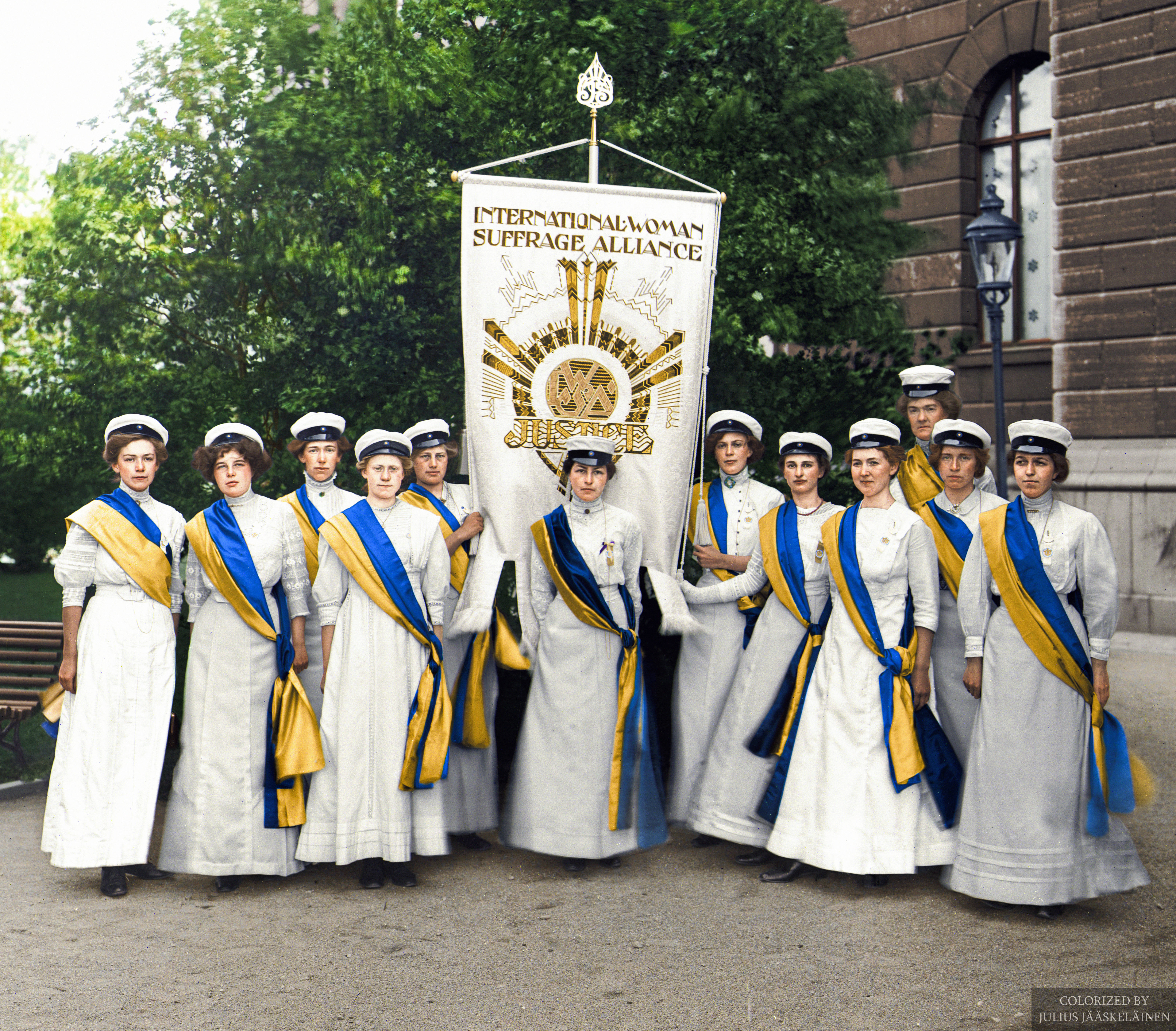
Colorized picture of Swedish suffragists (with student caps) in front of IWSA's (now IAW's) banner at the suffrage conference in Stockholm in 1911. Gold and white were the primary colors of the mainstream or liberal international women's suffrage movement, and had been used by American liberal suffragists since 1867

Den internationella rösträttskongressen i Stockholm 1911 var en konferens för den internationella kvinnorösträttsrörelsen som  arrangerades i Stockholm under juni 1911, som samlade 110 deltagare från olika delar av världen. Den arrangerades av Landsföreningen för kvinnans politiska rösträtt (LKPR), och har beskrivits som dess största framgång. 

## Bakgrund
Den internationella rörelsen för kvinnlig rösträtt, International Women Suffrage Alliance (IWSA), arrangerade sedan 1904 regelbundna kongresser. där sammanträdde representanter från de olika ländernas egna rösträttsrörelser från Europa och Amerika. Kongresserna tog en vecka och var omfattande projekt som demonstrerade en internationell enighet bland de olika nationella rörelserna för kvinnlig rösträtt. År 1911 blev Sverige värd för kongressen, som arrangerades av den svenska kvinnorösträttsrörelsen, LKPR. 
Kongressen var ett tillfälle att dra till sig uppmärksamhet i frågan, och den blev en stor framgång. LKPR bearbetade pressen, som ägnade stor uppmärksamhet åt kongressen. Inte bara LKPR:s egen tidning Dagny ägnade stor uppmärksamhet åt den, utan även den övriga pressen. Tidningen Idun utgav ett extranummer enbart om kongressen. Sverige hade under denna tid sällan varit värd för internationella kongresser, och frågan om kvinnlig rösträtt hörde till dåtidens mest uppmärksammade och kontroversiella. Elin Wägner och Else Kleen rapporterade för Dagens Nyheter och Stockholms Dagblad.  

## Kongressen
LKPR utsåg Signe Bergman, som var känd för sin organisationsförmåga och hade kontakter i både Storbritannien och Frankrike, att organisera det hela. Selma Lagerlöf höll invigningstalet på Operan, och Ellen Key var huvudtalare på det öppna mötet på Skansen. Kongressen högtidshölls med en offentlig kortege genom de centrala delarna av Stockholm, där kongressedeltagarna färdades under standar efter kvinnliga studenter: studenterna tjänstgjorde som ”marskalkar” i stället för ”värdinnor” och bar alla vita kläder och sina studentmössor. Kortegen stannade också upp på Villagatan för att betyga sin erkänsla åt LKPR:s kanske största bidragsgivare Lotten von Kraemer, som på grund av sin ålder inte orkade delta. 
Bland de internationella delegaterna fanns många välkända aktivister för kvinnlig rösträtt. Den mest uppmärksammade var Carrie Chapman Catt från USA, ordförande i IWSA. Hon välkomnades till Stockholm 30 april 1911 av en delegation från LKPR bestående av Anna Whitlock och Signe Bergman. En annan delegat var Rosika Schwimmer från Ungern och den amerikanska prästen Anna Shaw, som blev den första kvinna som predikade i en svensk kyrka efter sin predikan i Gustav Vasa kyrka. 
Den brittiska suffragettrörelsen, den mest uppmärksammade av alla, saknades dock under kongressen. De hade planerat en stor demonstration mot regeringen i juni 1911 och inbjudit andra länders rösträttsrörelser att delta, men tidpunkten, då de övriga rösträttsrörelserna var upptagna med kongressen, gav upphov till spekulationer om de verkligen ville ha internationellt stöd. De övriga rösträttsrörelserna befann sig dock redan i en känslig situation till den brittiska, eftersom man ansåg att dess militanta metoder var okonstruktiva. 
Det förekom även män bland de internationella delegaterna, och samtidigt skapas en manlig stödgrupp till LKPR, som endast accepterar kvinnliga medlemmar: Männens förening för kvinnans politiska rösträtt (MFKPR). 
För Sverige var kongressen ett sätt att demonstrera även för de utländska delegaterna hur långt Sverige hade kommit i kvinnofrågan: hur långt kvinnor hade kommit inom olika fält, vilka framstående kvinnor som var engagerade, och vilka kontakter med den formella makten som fanns. Bland de inhemska deltagarna fanns utrikesministern, Karl Staaff och Hjalmar Branting, Verner von Heidenstam, Sigfrid Edström från ASEA, Sofia Gumaelius och Martina Bergman Österberg. Delegaterna företog också resor till Uppsala, där Ellen Hagen var värd, Visby och Norrbotten. 
Kongressen avslutades den 17 juni 1911. Den uppfattades som en stor framgång.

### Fotnoter
1. ↑  Birgitta Holm (4 augusti 2014). ”Första världskriget raserade gemenskapen mellan kvinnorna”. Dagens nyheter. http://www.dn.se/kultur-noje/kulturdebatt/forsta-varldskriget-raserade-gemenskapen-mellan-kvinnorna/. Läst 21 februari 2017.